# Dunst (Mahlprodukt)
Dunst ist ein Zwischenprodukt der Weizenvermahlung. 

## Beschreibung
Dunst fühlt sich feinkörnig an und liegt in der Teilchengröße zwischen „griffigem“ Mehl und Grieß. Die Partikelgröße von Dunst reicht von 150 bis 300 µm Durchmesser. Dunst enthält keine Schalenanteile. Dunst, der aus Hartweizen hergestellt wurde, ist der Hauptrohstoff in der Teigwarenherstellung.
Dunst entsteht wie Grieß während des Vermahlungsvorgangs. Wird er nicht weiter zerkleinert („aufgelöst“), so kann er beispielsweise als Spätzlemehl verwendet werden. Wird er weiter zerkleinert, so wird daraus Weizenmehl Type 550.
Dunst spielt in der deutschen Küche nur eine geringe Rolle, wird aber zur Spätzleherstellung verwendet, um die Teigwaren kerniger zu erstellen.
Die Bezeichnung „griffiges Mehl“ wird – im Gegensatz zu „glattem“ oder „schliffigem Mehl“ – für Dunst und für gröbere Mehle verwendet, da man deren Partikel zwischen den Fingern fühlen kann. Die Bezeichnung „doppelgriffiges Mehl“ bedeutet jedoch immer Dunst.